# N'Gonga
N'Gonga est une localité et une commune rurale du Niger, du département de Boboye, région de Dosso.

## Géographie
La localité de N'Gonga est située à 30 km au sud du chef-lieu départemental Birni N'Gaouré.
| Kouré  | Harikanassou   | Kiota          |
| Fakara | N'Gonga        | Birni N'Gaouré |
|        | Birni N'Gaouré |                |

## Histoire
La commune rurale de N'Gonga instaurée en 2002, est issue de la partie nord du canton de Birni N'Gaouré-Boboye.

## Population
Lors du recensement général de 2012, la population communale est relevée à 27 609 habitants. La localité compte 1 503 habitants en 2012.

## Localités
La commune s'étend sur 28 villages, 45 hameaux et 12 camps au centre du département de Boboye.

## Services et infrastructures
- Centre de Santé Intégré (CSI) à N'Gonga, Fandou Bali[5].
- Collège d'enseignement général (CEG) à N'Gonga et Louloudjé Djerma.
- Centre de formation des métiers (CFM) à N'Gonga et Kanaré.